# Jay Simpson
Jay-Alistaire Frederick Simpson (* 1. Dezember 1988 in Enfield) ist ein ehemaliger englisch-grenadischer Fußballspieler.

## Karriere

### Verein
Im Alter von neun Jahren kam Simpson ins Jugendinternat des FC Arsenal. Nach der Ausbildung in den Nachwuchsteams des Vereins rutschte der Angreifer zur Saison 2006/07 in den Reserve-Kader des Hauptstadtklubs. Wenig später berief ihn Trainer Arsène Wenger ins erste Team. Am 14. Oktober 2006 saß Simpson während des Ligapokals gegen West Bromwich Albion erstmals auf der Bank der Gunners. Um ihm Spielpraxis geben zu können, entschieden die Klub-Verantwortlichen zu Beginn der Spielzeit 2007/08 den talentierten Offensivspieler an den FC Millwall zu verleihen. Sein Debüt dort gab Simpson am 1. September 2008 beim 2:1-Erfolg gegen Huddersfield Town. Vier Tage später erzielte er beim Wettbewerb um die Football League Trophy seinen ersten Treffer für Millwall. Noch im gleichen Monat, am 29. September, markierte er auch sein erstes Tor in der Football League One, der dritthöchsten Liga Englands. Zur Winterpause sollte sein Vertrag auslaufen. Beide Vereine einigten sich allerdings auf eine Verlängerung bis zum Saisonende. In 44 Spielen für Millwall erzielte Simpson acht Tore und wurde von den Fans zum „PFA Fans' League One Player of the Year“, zum Spieler Jahres innerhalb der League One, gewählt. Im Nachhinein sah Simpson seine Ausleihe an Millwall als gute Entscheidung und persönliche Weiterentwicklung. Auch der Arsenal-Trainer beobachtete den Offensivspieler und machte ihm nach seiner Rückkehr nach London Hoffnung auf die Premier-League-Mannschaft. Sein Debüt für die Profimannschaft gab Simpson dann beim 6:0-Sieg im Ligapokal gegen Sheffield United. Er wurde in der 71. Minute für Nicklas Bendtner eingewechselt. Am 11. November 2008 stand er ebenfalls im Ligapokal erstmals in der Startformation der Gunners gegen Wigan Athletic. In der gleichen Partie erzielte Simpsons seine ersten beiden Treffer für Arsenal. Am 29. Dezember 2008 verlängerte der Verein mit ihm. Trotzdem wurde er an Ligakonkurrent West Bromwich Albion verliehen. Am 3. Januar 2009, in der dritten Runde des FA Cups, gab der Stürmer sein Debüt für die Baggies. Zur Halbzeit wurde er im Vergleich mit Peterborough United gegen Robert Koren eingewechselt. Im Wiederholungsspiel, am 13. Januar, erzielte Simpson seinen ersten Treffer für West Bromwich. Sein erstes Tor in der Premier League erzielt das junge Talent am 31. Januar gegen Hull City. Im August 2009 schloss er sich für eine gesamte Saison auf Leihbasis dem Zweitligisten Queens Park Rangers an. Dort erzielte er bei seinem dritten Einsatz am 19. September 2009 beim 2:0-Ligaauswärtssieg gegen Cardiff City die ersten beiden Tore für den neuen Klub. Insgesamt erzielte er für den Verein in 39 Ligaspielen 12 Tore. Seit dem 19. August 2010 spielt Jay Simpson für Hull City in der Football League Championship. Am 31. August 2011 wechselte er auf Leihbasis zum FC Millwall. Anschließend war er noch für Buriram United, Leyton Orient, Philadelphia Union und zuletzt Nea Salamis Famagusta aktiv.

### Nationalmannschaft
Von 2004 bis 2006 absolvierte Simpson 20 Partien für diverse englische Jugendnationalmannschaften und erzielte dabei sieben Treffer.

## Erfolge
Buriram United
- Thailändischer Meister: 2014
- Thailändischer Superpokalsieger: 2014

## Auszeichnungen
- PFA Fans' League One Player of the Year (Spieler des Jahres der League One): 2008